# 陳賜
陳賜，福建福州府闽县人，明朝政治人物、進士出身。

## 生平
宣德元年（1426年）舉丙午科福建鄉試。宣德二年（1427年）聯捷丁未科進士。